# اعتراف به قتل
اعتراف به قتل (به کره‌ای: 내가 살인범이다) یک فیلم جنایی و دلهره‌آور محصول سال ۲۰۱۲ سینمای کره جنوبی به کارگردانی جونگ بیونگ-گیل با بازی جونگ جه یونگ و پارک شی-هو است.
این فیلم در پورتال‌های اینترنتی محلی، رتبه‌بندی‌های مثبتی دریافت کرد و در هفته اول اکران ۱٫۲ میلیون بلیت فروخت. علیرغم اینکه رتبه ۱۸ را به خود اختصاص داده بود، تا هجدهمین روز اکران خود دو میلیون بلیت فروخت. قرار بود در سال ۲۰۱۳ در ژاپن منتشر شود.

## داستان
لی دو سوک پس از آن که می‌تواند بصورت قانونی از جرم قتل‌هایش تبرئه، شروع به نوشتن زندگی‌نامه خود می‌کند، در این زندگی‌نامه به جزئیات کامل قتل‌هایش می‌پردازد. اما بستگان قربانیان دست از تلاش برنمی‌دارند و با کمک یک کاراگاه سعی در به دام انداختن او دارند.

## بازسازی‌ها
- فیلم ژاپنی خاطرات یک قاتل محصول سال ۲۰۱۷ با بازی هیده‌آکی ایتو و تاتسویا فوجیوارا.[۷][۸][۹][۱۰]
- فیلم هندی فرشتگان محصول سال ۲۰۱۴ با بازی ایندراجیت سوکوماران.